# Куцівка (Черкаський район)
Ку́цівка — село в Україні, у Черкаському районі Черкаської області, у складі Ротмістрівської сільської громади.

## Назва
Назва села походить від куцої балки, де розташоване село. Стара назва села — Куца Балка. Тюркське слово «куца» означає «коротка»

## Географія
Розташована на річці Гнилий Ташлик, за 25 км на південний захід від районного центру Сміла, за 15 км від найближчої залізничної станції Володимирівка та за 17 км від станції Сердюківка. Лежить на висоті 191 м над рівнем моря.
В «Географічному словнику Королівства Польського» Куцівка (пол. Kucówka) згадується як село, розташоване по обидва боки річки Сухий Ташлик, за 5 верст південніше Матусова.
Площа — 4,693 км² (469,3 га).
Куцівку позначено на картах Олександра Яблоновського, Олексія Бобринського (1894) та Івана Дороганевського (1901).

## Історія
Неподалік Куцівки виявлено кургани скіфських часів. В одному з них знайдено поховання воїна.

### Новий час
Село Куцівка виникло у XVIII столітті. Її власниками були польські князі Любомирські. Село входило до складу княжого Смілянського маєтку (так званої «Смілянської волості»). 2 січня 1787 року князь Франциск Ксаверій Любомирський, російський генерал-майор, продав свій Смілянський маєток російському князю і фельдмаршалу Григорію Потьомкіну за 2 мільйони російських рублів. Куплений маєток складався з 7 ключів: Смілянського, Шполянського, Туріанського, Городищенського, Ольшанського, Радиванівського и Межиріцього; село Куцівка входило до Шполянского ключа.
Після смерті Потьомкіна в 1791 році Смілянський маєток був поділений між його племінниками і племінницями з родів Висоцьких, Павлових, Самойлових та Енгельгардтів. Після домовленостей спадкоємців у 1795—1795 роках село Куцівка отримав у власність російський генерал-майор Миколай Висоцький.
1811 року Висоцький продав село Куцівку російським дворянам Орловим, що походили з донських козаків. 1846 року коштом генералів Олексія Орлова та його сина Івана в селі була споруджена Церква Різдва Богородиці.

### XX століття
На початку XX століття село Куцівка належало російському підприємцеві українського походження Миколі Терещенку.
У 1903—1904 роках в Куцівці та сусідній Макіївці відбулися селянські заворушення, спричинені конфліктом між селянами, найманами робітниками та економом Терещенків. У грудні 1917 року селяни обох сіл пограбували панську економію в Макіївці, вивізши звідти фураж для худоби. Незабаром до Києва з Куцівки була направлена телеграма: «Экстренно! Прошу направить помощь для предотвращения разгрома Макиевской економии. Начальник Черкаского уезда. 5 декабря 1918 года».
На початку XX століття у Куцівській школі викладала у початкових класах випускниця Київського училища духовного відомства Ганна Костянтинівна Колодченко (Мелешко) (1885-1964)
85 жителів Куцівки нагороджені орденами й медалями СРСР за участь у німецько-радянській війні. Комуністична влада встановила в селі «Обеліск Слави на честь воїнів-визволителів».
За роки радянської влади з села вийшло 144 чоловіка з вищою і середньою спеціальною освітою. На 1972 рік в Куцівці було 45 комуністів КПУ і 51 член ВЛКСМ.

### Адміністративна історія
- До 1793 року: Річ Посполита, Корона Польська, Київське воєводство, Черкаський повіт (до II поділу Речі Посполитої)
- З 1793 року: Російська імперія, Київське намісництво.
- З 1795 року: Російська імперія, Вознесенське намісництво, Черкаський повіт.
- З 1796 року: Російська імперія, Київська губернія, Черкаський повіт, Матусівська волость, село Куцівка (рос. Куцовка).
- З 1929 року: СРСР, УРСР, Київська область, Смілянський район, село Куцівка
- З 1954 року: СРСР, УРСР, Черкаська область, Смілянський район, село Куцівка
- З 1991 року: Україна, Черкаська область, Смілянський район, село Куцівка
- З 2020 року: Україна, Черкаська область, Черкаський район, Ротмістрівська сільська громада, село Куцівка

## Населення
- 1859: 1233 мешканці[3]
- 1900: 1995 мешканців, 395 дворів[1].
- 1970: 1350 мешканці[2].
- 2000: 840 мешканці.
- 2015: 691 мешканець, 388 дворів[1].

### Мова
Розподіл населення за рідною мовою за даними перепису 2001 року:
| Мова            | Кількість | Відсоток |
| --------------- | --------- | -------- |
| українська      | 822       | 97.86%   |
| російська       | 8         | 0.95%    |
| інші/не вказали | 10        | 1.19%    |
| Усього          | 840       | 100%     |

## Економіка
У 1900 році село Куцівка займало 5403 десятини землі. З них 2463 належало Миколі Терещенку, а 2092 десятин — селянам.
1926 року в селі організовано перший колгосп «Жовтневий шлях». В 1929 році — колгосп «Червоний передовик». У 1956 році в колгоспі ім. Сталіна побудовано колгоспну гідроелектростанцію. У 1972 році на території села працювала центральна садиба колгоспу «Правда» (обробляє 2488 га землі, у тому числі орної — 1316 га). Вирощує зернові й технічні культури, має розвинуте м'ясо-молочне тваринництво.
За вирощування високих врожаїв 123 колгоспники Куцівки були відзначені нагородами уряду УРСР.
1995 року було завершено газифікацію села.
На території села діє ТОВ "МТС «Альфа-Агро», фермерські господарства «Обрій» та «Схід», садочок «Барвінок», філія ощадбанку, відділення зв'язку, п'ять магазинів приватних підприємців.

## Культура
У 1778–1871 роках в селі діяла Церква Покрова Богородиці.
В 1834–1846 роках в селі збудували нову Церкву Різдва Богородиці. Фундаторами будівництва були власники села, російські генерали Олексій та Іван Орлови. Церкву спорудили в стилі пізнього класицизму. Архітектором будівництва був Мезенський. Храм споруджували без цементу, кованими цвяхами і тесаною вагонкою. Близько 1895 року в цій церкві хрестили українського письменика Тодося Осьмачку. Після встановлення радянської влади у 1920-х роках церкву закрили й намагалися зруйнувати. Згодом перетворили на сільський клуб.

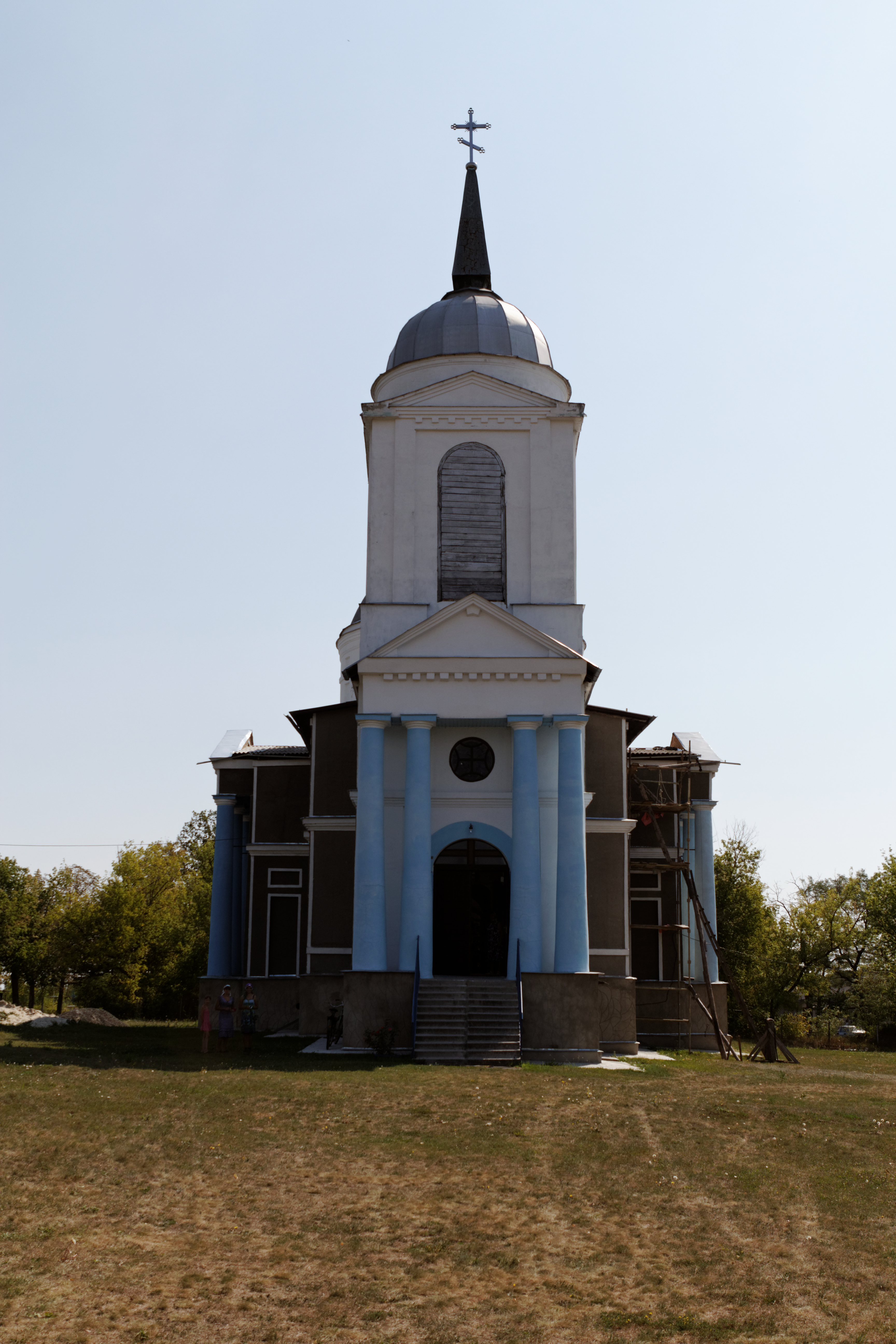
Церква Різдва Богородиці
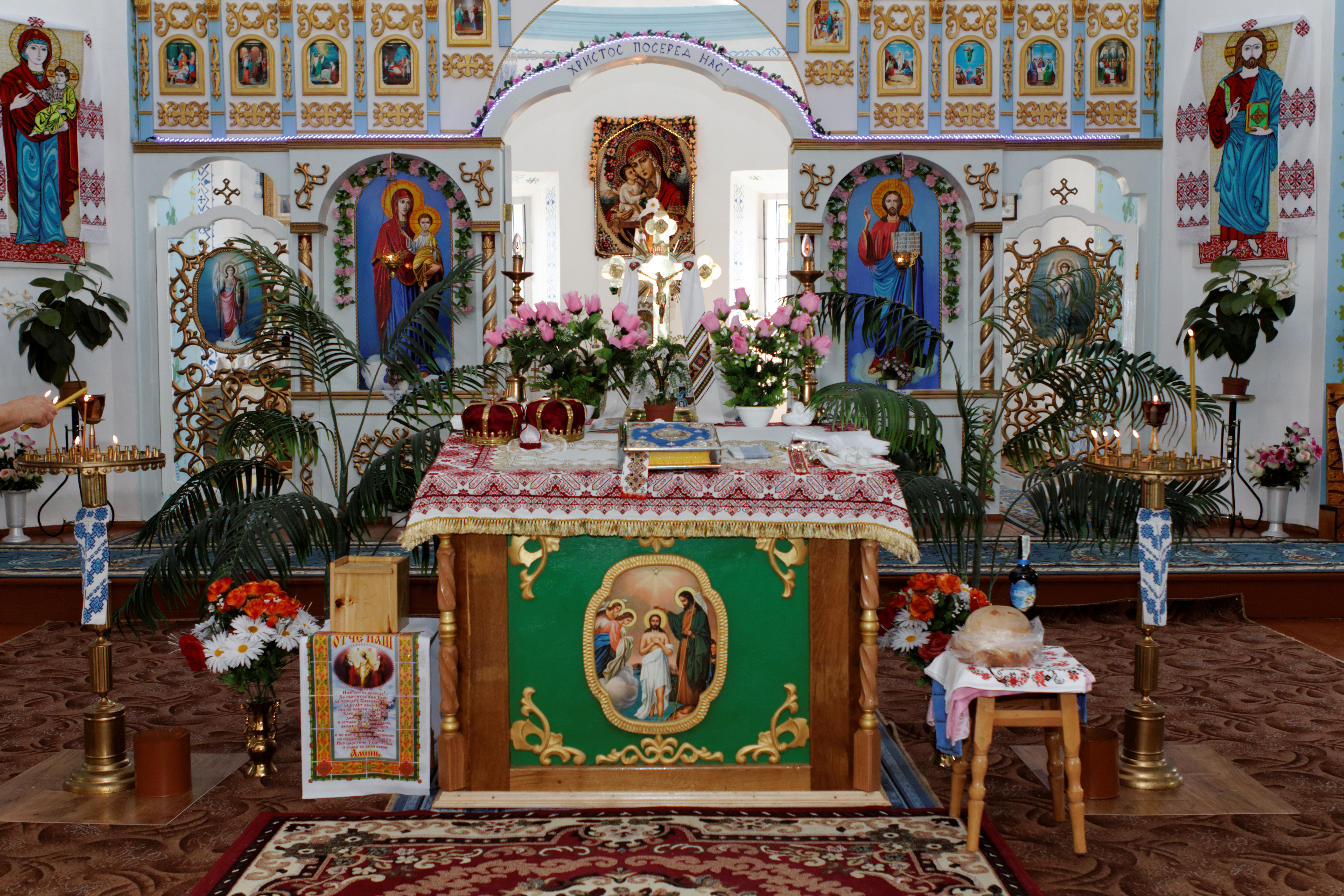
Вівтар Церкви Різдва Богородиці
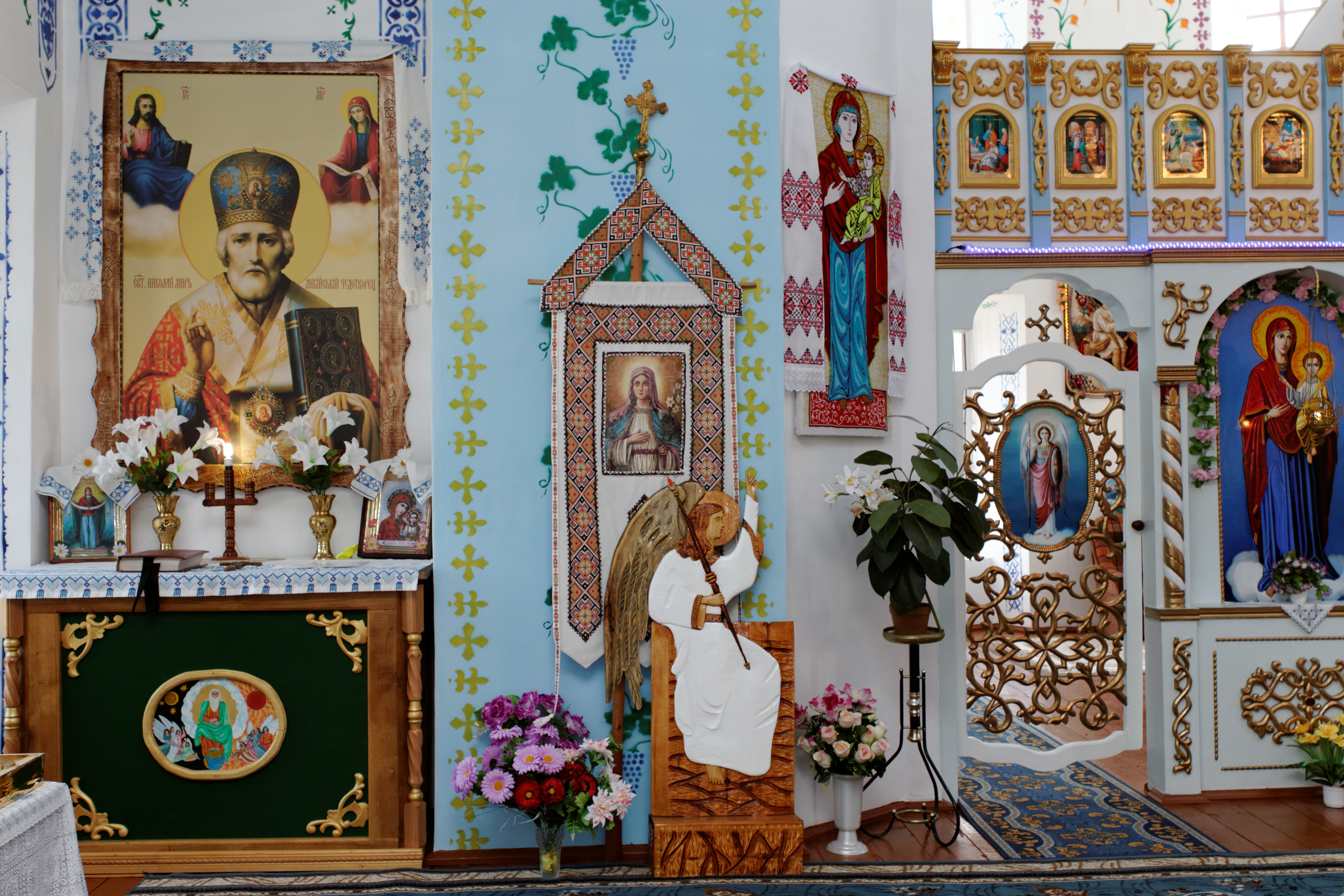
Інтер'єр Церкви Різдва Богородиці
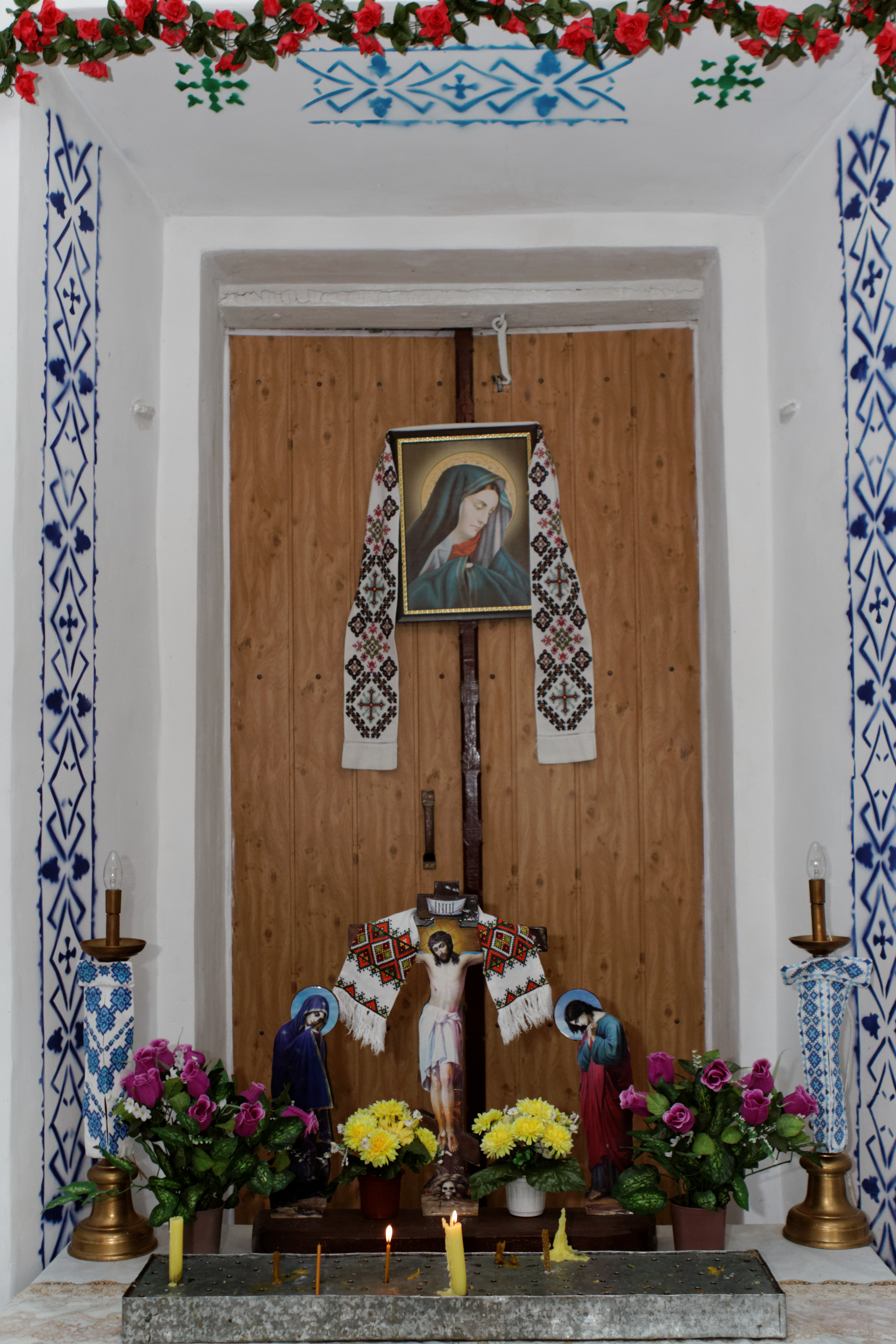
Інтер'єр Церкви Різдва Богородиці
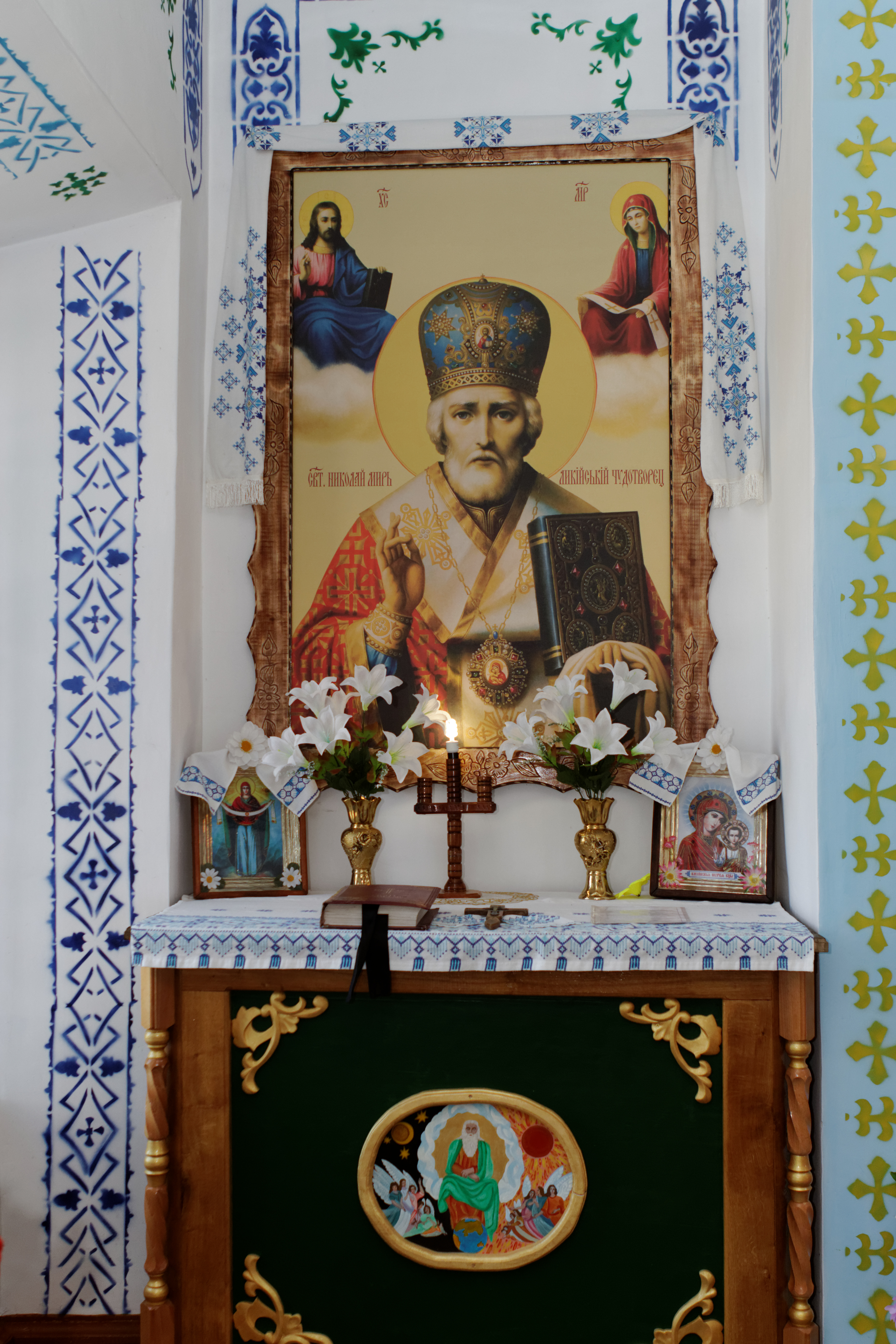
Інтер'єр Церкви Різдва Богородиці

У селі діють загальноосвітня школа І-ІІ ступенів, фельдшерсько-акушерський пункт, Будинок культури, бібліотека.
У 2006 році в селі встановили пам'ятник Тодосю Осьмачці.

## Уродженці

Тодось Осьмачка

- Осьмачка Теодосій Степанович (1895—1962) — письменник, поет, перекладач.
- Чернявський Іван Єремійович (1930—2001) — український спортсмен, бігун на довгі дистанції, фіналіст XVI Олімпійських ігор.

## Інфраструктура
У 1900 році в Куцівці діяли:
- Православна церква
- Церковна школа
- 1 хлібна крамниця
- 1 водяний млин
- 11 вітряків
- 1 кузня.

У 1970-х роках в Куцівці діяли:
- восьмирічна школа
- будинок культури на 450 місць
- клуб
- бібліотека для дорослих (фонд 6000 книжок)
- широкоекранна кіноустановка
- медпункт
- дитячі ясла
- продуктовий, промтоварний і господарський магазини.